# Saorview
 (mars 2020).
Saorview (prononcé : [ˈsɑərvju]) est le service national de la télévision numérique terrestre (TNT) en Irlande. Il appartient à RTÉ et est exploité par 2RN (RTÉ Networks).
Saorview est disponible à partir de 64 émetteurs TNT couvrant 98% de la population à la fin du troisième trimestre 2012. L'ancien réseau de télévision terrestre analogique (ATT) fut disponible pour 98% de la population à partir de 150 émetteurs ATT, mais TV3 et TG4 ne furent pas disponibles sur tous les émetteurs,.
Le service est une diffusion HD DVB-T / MPEG-4 qui est reçue via un récepteur STB (set top box) ou une antenne iDTV et UHF. MHEG-5 est la norme middleware pour le télétexte numérique. Les informations sur le programme sont affichées via l'EPG intégré du récepteur. Les sous-titres DVB ou Télétexte peuvent être affichés lors de la diffusion.
Mary Curtis devint directrice du passage au numérique (DSO) en septembre 2010 et relevait du directeur général. Elle supervisa la transition de la diffusion de la télévision analogique à la télévision numérique, qui se termina en octobre 2012.

## Lancement
Le service fut lancé en 2011 avec la phase de campagne ASO débutant en décembre 2011. Deux campagnes furent lancées. La première campagne fut la commercialisation de Saorview et fut payée par RTÉ, ce qui coûta à RTÉ plus de 3 millions d'euros, tandis qu'une deuxième campagne mettant en vedette Gay Byrne fut également lancée par le ministère de la Communication, elle coûta également environ 3 millions d'euros. Les deux campagnes utiliserent les médias sociaux tels que Facebook et Twitter aux côtés de leurs propres sites Web www.goingdigital.ie (aujourd'hui disparu) et www.saorview.ie.

## Multiplexes Saorview
RTÉ exploite deux multiplex DVB-T PSB pour la transmission de chaînes de télévision et de radio Saorview. Les deux multiplexes sont gratuits et disposent d'un codage MPEG-4.

## Muxes commerciaux
Quatre autres multiplex sont disponibles pour la TNT payante commerciale.

### Émetteurs principaux
| Site                                              | Mux 1 | Mux 2 | Pol | ERP    | Superficie approximative desservie |
| ------------------------------------------------- | ----- | ----- | --- | ------ | ---------------------------------- |
| Cairn Hill, comté de Longford                     | 47    | 44    | H   | 160 Kw | Midlands du Nord                   |
| Clermont Carn, comté de Louth                     | 42    | 45    | V   | 160 Kw | Nord-Est / Belfast                 |
| Holywell Hill, comté de Donegal                   | 22    | 25    | H   | 20 Kw  | North East Donegal / Derry         |
| Kippure, comté de Wicklow                         | 34    | 35    | H   | 60 Kw  | est                                |
| Maghera, comté de Clare                           | 48    | 46    | H   | 160 Kw | Ouest                              |
| Mount Leinster, comté de Carlow, comté de Wexford | 23    | 26    | H   | 160 Kw | Sud Est                            |
| Mullaghanish, comté de Cork                       | 21    | 24    | H   | 200 Kw | Sud Ouest                          |
| Spur Hill, comté de Cork                          | 45    | 39    | H   | 50 Kw  | Cork City et ses environs          |
| Three Rock, comté de Dublin                       | 30    | 33    | H   | 63 Kw  | Dublin et ses environs             |
| Truskmore, comté de Sligo                         | 42    | 45    | H   | 160 Kw | Nord Ouest                         |

## Saorview Connect
Le 20 janvier 2016, RTÉ annonca son partenariat avec Freesat, la société britannique de télévision gratuite, pour développer un nouveau produit pour Saorview, le service de télévision numérique gratuit d'Irlande et la plus grande plate-forme de télévision d'Irlande. Cela fait suite à une intention annoncée précédemment de développer une nouvelle offre hybride pour Saorview L'offre Saorview Connect fut lancée en novembre 2017. Le service permet aux clients de connecter un nouveau type de récepteur à leur large bande domestique. Le service propose des fonctionnalités avancées, notamment des services en ligne, un EPG inversé, un accès aux recommandations de contenu, une télécommande nouvellement conçue et une application mobile.
Saorview Connect reçut le prestigieux prix de l'innovation IBC pour «Content Everywhere» en septembre 2018.

## Chaînes

### Télévision
| LCN                         | Canal                               | Multiplexe Saorview | Résolution | Remarques                                                                              |
| --------------------------- | ----------------------------------- | ------------------- | ---------- | -------------------------------------------------------------------------------------- |
| 1                           | RTÉ One                             | 2RN Mux 2           | HD (1080i) | À plein temps                                                                          |
| 2                           | RTÉ2                                | 2RN Mux 1           | HD (1080i) | À plein temps                                                                          |
| 3                           | Virgin Media 1                      | 2RN Mux 1           | SD (576i)  | Commercial                                                                             |
| 4                           | TG4                                 | 2RN Mux 1           | SD (576i)  | Langue irlandaise                                                                      |
| 5                           | Virgin Media 2                      | 2RN Mux 1           | SD (576i)  | Commercial                                                                             |
| 6                           | Virgin Media 3                      | 2RN Mux 2           | SD (576i)  | Commercial                                                                             |
| 7                           | RTÉ Junior                          | 2RN Mux 2           | SD (576i)  | 06: 00-19: 00 (Enfants)                                                                |
| 11                          | RTÉ One +1                          | 2RN Mux 2           | SD (576i)  | Décalage dans le temps                                                                 |
| 12                          | RTÉ2 +1                             | 2RN Mux 2           | SD (576i)  | Timeshift 19:00 - 02:00, <br> (Le week-end de midi à 2h00)                             |
| 21                          | RTÉ News Now                        | 2RN Mux 1           | SD (576i)  | Nouvelles en continu (20% de contenu en direct / 80% de répétitions) [réf. nécessaire] |
| 22                          | Tithe an Oireachtais                | 2RN Mux 1           | SD (576i)  | Oireachtas et travaux du Parlement européen                                            |
| 27                          | Saorview Information                | 2RN Mux 2           | SD (576i)  | Informations roulantes de la plateforme Saorview                                       |
| Service de test (aucun LCN) | Tástáil Innealtóireachta Ardghléine | 2RN Mux 2           | HD (1080i) | Carte de test (légendes "2rn" "Ath Cliath" et "Ardghleine")                            |

- 8-10, 13-20, 23-26 et 28-199: canaux non utilisés actuellement. Dans certaines régions, les services britanniques sur Freeview peuvent en apparaître.
- 200-209: services radio
- 901 vers le haut: réservé aux anciens tuners analogiques (le cas échéant)

Les canaux sans LCN sont des services de test qui ne sont pas visibles sur la plupart des récepteurs. Il existe également un grand nombre de canaux audio et de données vides (là encore invisibles sur la plupart des récepteurs) qui sont vraisemblablement réservés à de futurs services.

### Radio
| LCN | Service                                  | Multiplexe Saorview | Débit        |
| --- | ---------------------------------------- | ------------------- | ------------ |
| 200 | RTÉ Radio 1                              | 2RN Mux 1           | 128 kbit / s |
| 201 | RTÉ Radio 1 Extra                        | 2RN Mux 1           | 128 kbit / s |
| 202 | RTÉ 2FM                                  | 2RN Mux 1           | 128 kbit / s |
| 203 | RTÉ Lyric                                | 2RN Mux 1           | 160 kbit / s |
| 204 | RTÉ Raidió na Gaeltachta                 | 2RN Mux 1           | 128 kbit / s |
| 205 | RTÉ Pulse                                | 2RN Mux 1           | 112 kbit / s |
| 206 | RTÉ 2XM                                  | 2RN Mux 1           | 112 kbit / s |
| 207 | RTÉ Junior et RTÉ Chill (multipropriété) | 2RN Mux 1           | 112 kbit / s |
| 208 | RTÉ Gold                                 | 2RN Mux 1           | 112 kbit / s |
| 210 | Radio Maria Ireland                      | 2RN Mux 2           | inconnue     |

- 209, 211 - 999: canaux vides

## Arrêt analogique (ASO)
À 10h00 le 24 octobre 2012, tous les émetteurs de télévision analogique en Irlande furent éteints et Saorview devint la principale source de télévision terrestre irlandaise. Le processus fut télévisé en direct sur RTÉ One et RTÉ News Now, avec le kill-switch lancé par la personnalité de la télévision Miriam O'Callaghan.